# سرخ‌کردن تابه‌ای

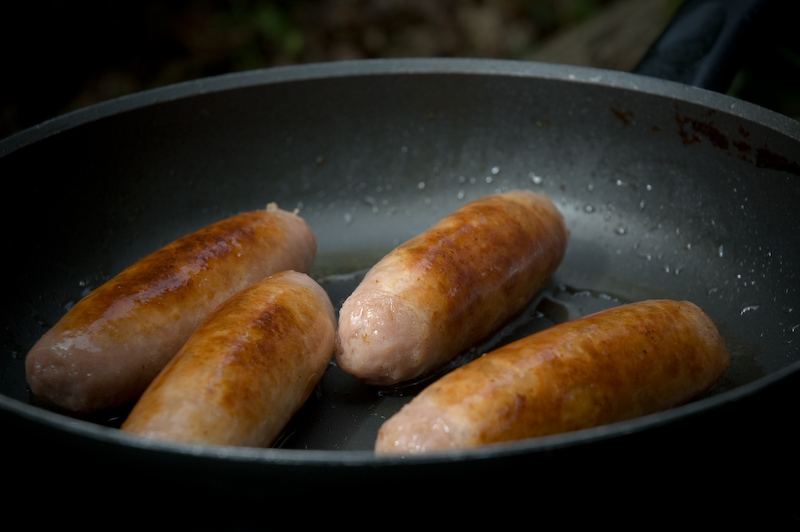
برای پخت سوسیس از روش سرخ‌کردن تابه‌ای، می‌توان از چربی درون گوشت استفاده کرد.

سرخ‌کردن تابه‌ای (انگلیسی: Pan frying) یاسرخ‌کردن در تابه فرمی از سرخ کردن غذا است که با بکارگیری حداقل روغن پخت‌وپز یا چربی (در قیاس با سرخ‌کردن سطحی یا روغن‌پزی عمیق) مشخص می‌گردد که به‌طور معمول تنها به اندازه‌ای از روغن استفاده می‌شود که فقط سطح تابه چرب گردد. برای مواد خوراکی چرب همچون بیکن، ممکن است نیازی به افزودن روغن یا چربی نباشد. این تکنیک به عنوان مدلی از سرخ‌کردن، به روغن یا چربی به عنوان واسطهٔ انتقال حرارت اتکا دارد، در این روش، عمل سرخ‌کردن باید در مدت زمان و درجه حرارت مناسبی انجام پذیرد تا غذا نسوخته یا بیش از حد پخته نشود. سرخ‌کردن تابه‌ای می‌تواند رطوبت داخل مواد غذایی همچون گوشت و خوراک دریایی را حفظ کند. به‌طور معمول در این تکنیک از سرخ کردن، ماده غذایی دست‌کم یکبار برگردانده می‌شود تا از پخت مناسب در هر دو طرف ماده غذایی اطمینان حاصل گردد.